# Tejano Music Awards
Les Tejano Music Awards (TMA) sont une distinction créée par l'ancien professeur d'arts plastiques et musicien Rudy Trevino en 1980. Cette distinction récompense les interprètes exceptionnels de la musique Tejano, un genre musical latin basé sur la polka et enregistré en espagnol ou en anglais. La cérémonie annuelle de remise des prix comprend des prestations d'artistes et de groupes de musique Tejano et la remise de tous les prix. Les Tejano Music Awards sont présentés chaque année à San Antonio, au Texas, bien que la cérémonie ait été présentée dans d'autres villes comme Eagle Pass, au Texas, par le passé.

## Histoire
La première édition des Tejano Music Awards a été mise en place par Rudy Trevino en 1980 et a récompensé les musiciens et les enregistrements Tejano de cette année,,. La cérémonie a récompensé les musiciens Tejano dans onze catégories : Chanteur masculin de l'année, Chanteur féminin de l'année, Duo vocal de l'année, Album de l'année - Orchestre, Album de l'année - Conjunto, Single de l'année, Animateur masculin de l'année, Animatrice féminine de l'année, Chanson de l'année, Auteur-compositeur de l'année, et Groupe le plus prometteur de l'année, le tout en espagnol ou en anglais. La musique Tejano a connu un plus grand succès dans les années 1990, alors qu'elle entrait dans sa première période de renaissance et de commercialisation. Cela est dû à la popularité de la chanteuse américaine Selena, qui a été appelée la « reine de la musique Tejano »,. Selena a dominé les prix réservés aux femmes, tandis que le chanteur américain Emilio Navaira (en) a été appelé le « roi de la musique Tejano ». Les Tejano Music Awards ont célébré leur « quinceañera » en 1995 et ont récompensé les musiciens Tejano dans quatorze catégories.
Lors de la 20e édition des Tejano Music Awards, le genre a souffert et sa popularité a diminué après l'assassinat de Selena en 1995. Le Lifetime Achievement Award a été créé en 1999 et a été décerné aux artistes Tejano ayant eu un impact majeur sur le genre. Lors des Tejano Music Awards 2005, la cérémonie a célébré son « anniversaire d'argent » et a récompensé des artistes Tejano dans quatorze catégories, soit le plus grand nombre de catégories depuis 1995. La 30e édition des Tejano Music Awards a été célébrée en 2010 avec une catégorie de bulletin de vote par décennie, récompensant des artistes dans des catégories spécifiques qu'ils ont fait régner dans les années 1980, 1990 et 2000. Les Tejano Music Awards 2021 étaient le 41e événement annuel à venir, récompensant des artistes dans douze catégories. Outre la cérémonie de remise des prix, la Fan Fair (fête des fans) annuelle est célébrée plusieurs semaines avant les Tejano Music Awards,.